# ورزشگاه ورزشی کیپ ساحل
ورزشگاه ورزشی کیپ ساحل (به لاتین: Cape Coast Sports Stadium) یک ورزشگاه در غنا است که در کیپ کوست واقع شده‌است.